# 标志重捕法
标志重捕法又稱捉放法，是一种对特定范围内个体数量进行粗略估算的統計方法。最初用于人口统计学，19世纪后在生物学上用于对动物数量的估计。

## 传统模型
在一个种群中捕获部分个体, 标记后释放, 经过一段时间后重捕, 假设重捕个体中已标记个体的比例与种群中已标记个体的比例相等。通过多次采样可估算出种群数量。用公式表示为：
{\displaystyle {\hat {N}}={\frac {C}{\hat {p}}}}
其中N为种群数量，C为样本数，p为捕获率p。
举一个例子：
某水库中有若干条鱼，从中捕捉100条，做上标记后重新放回该水库中。24小时后再次从该水库中捕捉100条，其中只有10条带有标记，可估算出该水库中鱼的总数约为1000条。
如果用代数表示：
某水库中有若干条鱼，从中捕捉x条，做上标记后重新放回该水库中。24小时后再次从该水库中捕捉y条，其中只有k条带有标记，可估算出该水库中鱼的总数约为xy/k条。